# Halim Begaj
Halim Begaj (ur. 29 listopada 1985 we Wlorze) – albański piłkarz, były członek albańskiej reprezentacji U-21.